# Патрик Марло
Патрик Марло (фр. Patrick Marleau; Анероид, 15. септембар 1979) професионални је канадски хокејаш на леду који игра на позицијама централног и левокрилног нападача.

## Биографија
На улазном драфту НХЛ лиге одржаном крајем јуна 1997. Марло је изабран као други пик у првој рунди од стране екипе Шаркса из Сан Хозеа. Свега неколико месеци касније, као осамнаестогодишњак дебитовао је у професионалном хокеју као играч Шаркса чији дрес носи целу каријеру. Већ током дебитантске сезоне 1997/98. одиграо је укупно 74 утакмице у лигашком делу и постигао 13 голова и 19 асистенција, док је на додатних 5 утакмица плејофа уписао још једну асистенцију. Крајем јануара 2014. продужио је уговор са клубом до 2017. године. У периоду између 2004. и 2009. имао је функцију капитена Шаркса. Дана 5. фебруара 2015. одиграо је свој 1.300-ти меч у НХЛ лиги, односно у дресу тима из Сан Хозеа, поставши тако тек један од 56 играча са толиким бројем утакмица у лиги, односно један од 10 играча у лиги са преко 1.300 наступа за један тим. најбољи је стрелац и поентер у историји франшизе Шаркса. Лични рекорд по броју голова постигао је у сезони 2009/10. када је постигао 44 поготка (уз још 8 у плејоф серији), док је најбољи поентерски учинак од 86 поена (34 гола и 52 асистенције) остварио у сезони 2005/06.
Прву медаљу у дресу сениорске репрезентације Канаде, и то златну освојио је на Светском првенству 2003. у Финској, а до нове медаље на светским првенствима, овај пут сребрне дошао је на СП 2005. у Аустрији. Два пута је наступао у саставу олимпијске репрезентације своје земље, и оба пута је освајао златну медаљу и титулу олимпијског победника. Први пут на Играма 2010. у Ванкуверу, а потом и 4 године касније на ЗОИ 2014. у Сочију. Иако је био на листи потецијалних учесника за олимпијски турнир 2006. на крају ипак није заиграо у Торину.